# 文慶鎮
文慶鎮（？—？），北韓小提琴手及銀河水管弦樂團團長。据传他於2013年因「拍攝、銷售及觀看色情影片」遭槍決。

## 生平
文慶鎮曾於國內贏得多個的音樂獎項。2005年，他在匈牙利一個國際小提琴比賽奪冠，回國後獲授「功勳演員」殊榮。2012年3月，他還率領銀河水管弦樂團到巴黎進行文化交流。2013年8月17日，据传他與玄松月等人因拍攝、銷售及觀看色情影片而被逮捕。3日後一同被處機關槍槍決。 此外，由於他們被列為政治犯，因此，有報導指他們的家人也被投進集中營。而同时被传出遭处决的玄松月在2014年5月16日出席了朝鲜第9次全国艺术家大会。

## 資料來源
1. 1 2  "金正恩舊愛拍攝鹹片遭槍決" 《蘋果日報》 30 8 2013
2. ↑   "Dreadful news: Concertmasters executed in North Korea" 《Arts Journal's Slipped Disc》 29 8 2013
3. 1 2  "韓媒:金正恩前女友成政治犯 因涉黃被槍決" 《大公報》 29 8 2013
4. ↑  . 中央日报（韩国）.   [2014-05-17]. （原始内容存档于2016-03-04）.